# Mae Mae Renfrow
Mae Mae Renfrow (Raleigh, 20 aprile 1997) è un'attrice statunitense, nota per aver interpretato il ruolo di Tess Hunter nella serie televisiva Hunter Street.

## Biografia
Mae Mae Renfrow è nata il 20 aprile 1997 a Raleigh, nella Carolina del Nord (Stati Uniti d'America), fin da piccola ha mostrato un'inclinazione per la recitazione.

## Carriera
Mae Mae Renfrow nel 2016 ha debuttato per la prima volta sul piccolo schermo con il ruolo di Kristen nel film Sickhouse diretto da Hannah Macpherson. Nello stesso anno è stata anche scritturata per recitare il ruolo di Jade nel film d'azione del 2017 Bomb City - I giorni della rabbia (Bomb City).
Nel 2017 ha interpretato il ruolo di Matilda nella serie televisiva Attaway Appeal. Nello stesso anno ha recitato nel film American Satan diretto da Ash Avildsen.
Dal 2017 al 2019 ha interpretato il ruolo principale di Tess Hunter nella serie televisiva olandese Hunter Street, dove ha recitato insieme ad attori come Stony Blyden, Kyra Smith, Thomas Jansen, Daan Creyghton, Wilson Radjou-Pujalte e Kate Bensdorp.
Nel 2018 è apparsa sul tappeto arancione ai Nickelodeon Kids' Choice Awards insieme all'attore e rapper Stony Blyden. Nel 2022 ha ricoperto il ruolo di Zoe nella serie The Imperfects e quello di Faye Parker nel film Oak diretto da Kevin Lewis.

## Filmografia

### Cinema
- Sickhouse, regia di Hannah Macpherson (2016)
- Bomb City - I giorni della rabbia (Bomb City), regia di Jameson Brooks (2017)
- American Satan, regia di Ash Avildsen (2017)
- Oak, regia di Kevin Lewis (2022)

### Televisione
- Attaway Appeal – serie TV (2017) – Matilda
- Hunter Street – serie TV (2017-2019) – Tess Hunter
- The Imperfects – serie TV (2022) – Zoe

## Partecipazioni
- 2018: Nickelodeon Kids' Choice Awards 2018

## Doppiatrici italiane
Nelle versioni in italiano dei suoi film e delle sue serie TV, Mae Mae Renfrow è stata doppiata da:
- Emanuela Ionica[17] in Hunter Street[18]